# Straight from the Lab
– Eminem
Straight from the Lab — бутлег -альбом 2003 року, що складається з пісень Емінема, які раніше не видавалися. Деякі з пісень альбому планувалося випустити наступного року на п'ятому студійному альбомі Емінема Encore. У 2011 та 2025 роках було оприлюднено дві додаткові серії невиданих пісень як Straight from the Lab Part 2 та Straight from the Lab Part 3 відповідно.

## Фон
| #  | Назва                                                          | Producer(s)        | Тривалість |
| -- | -------------------------------------------------------------- | ------------------ | ---------- |
| 1. | «Monkey See, Monkey Do»                                        | The Alchemist      | 3:40       |
| 2. | «We Are Americans»                                             | Eminem, Luis Resto | 4:59       |
| 3. | «I Love You More»                                              | Eminem, Luis Resto | 4:56       |
| 4. | «Can-I-Bitch»                                                  | Mike Elizondo      | 5:06       |
| 5. | «Bully»                                                        | Eminem             | 5:17       |
| 6. | «Come On In» (featuring D12)                                   | Eminem, Luis Resto | 4:34       |
| 7. | «Hailie's Revenge (Doe Rae Me)» (featuring D12 and Obie Trice) | Mr. Porter         | 5:14       |

За даними Complex, пісні на Straight from the Lab нібито розповсюдив друг брата Емінема Нейт Матерс, який знайшов компакт-диск із незавершеною музикою вдома в Емінема.

## Пісні
- «Can-I-Bitch» містить семпли пісні Slick Rick «Children's Story» у першому куплеті. Це також гра слів у назві першого альбому Canibus під назвою «Can-I-Bus», що є дис-треком Canibus і є відповіддю на пісню Pet Shop Boys 2002 року «The Night I Fell in Love».[5]
- «Bully» — це дис-трек, призначений для реперів Benzino, Irv Gotti та Ja Rule.[5][6]
- «Hailie's Revenge» (іноді її називають «Doe Rae Me») — це ще один дис-трек, у якому у вступі та аутро звучить вокал дочки Емінема Хейлі Джейд. Це відповідь на пісню Ja Rule «Loose Change», в якій Ja Rule образила сім'ю Емінема, включаючи Хейлі.[5][7]
- Пісня «We As Americans» (початковою назвою у бутлегові є «We Are Americans») пізніше була включена на бонусний диск для п'ятого студійного альбому Емінема Encore. У 2022 році Емінем заявив, що якби пісня не просочилася, вона була б початковою піснею альбому, а за нею слідувала б «Bully» як другий трек.[3] Версія в бутлегові є оригінальною версією без цензури, у версії бонусного диска рядок про президента перевернутий, тоді як у цій версії немає.
- Композиція «Love You More» (початковою назвою у бутлегові є «I Love You More») також була включена на бонусний диск Encore.
- «Come On In» (пізніше була перейменована на «6 in the Morning») пізніше була випущена на другому альбомі D12, D12 World.

## Частина 1
| #   | Назва                                                                | Producer             | Тривалість |
| --- | -------------------------------------------------------------------- | -------------------- | ---------- |
| 1.  | «The Apple»                                                          | Eminem, Dr. Dre      | 4:21       |
| 2.  | «Things Get Worse» (featuring B.o.B)                                 | Sermstyle            | 3:51       |
| 3.  | «Goin' Crazy» (featuring D12)                                        | Mike & Keys          | 4:03       |
| 4.  | «Where I'm At»                                                       | Boi-1da              | 2:50       |
| 5.  | «Detroit Basketball»                                                 |                      | 2:41       |
| 6.  | «Oh No»                                                              | Dr. Dre              | 3:55       |
| 7.  | «Echo» (featuring Royce da 5'9" and Liz Rodrigues)                   | DJ Khalil            | 4:30       |
| 8.  | «Wee Wee»                                                            |                      | 2:48       |
| 9.  | «Topless» (featuring Nas and Slim the Mobster)                       | DJ Khalil            | 2:37       |
| 10. | «Fly Away» (featuring Just Blaze)                                    | Just Blaze           | 5:08       |
| 11. | «Difficult» (featuring Obie Trice)                                   | Eminem               | 4:42       |
| 12. | «Emulate» (featuring Obie Trice)                                     | Eminem               | 3:12       |
| 13. | «Hello, Good Morning (Freestyle)»                                    | Danja                | 1:03       |
| 14. | «Living Proof» (featuring Royce da 5'9")                             |                      | 3:46       |
| 15. | «Cocaine» (featuring Jazmine Sullivan)                               | Salaam Remi          | 4:15       |
| 16. | «I Get Money»                                                        | Apex                 | 1:39       |
| 17. | «Hit Me with Your Best Shot» (featuring D12)                         | Honorable C.N.O.T.E. | 5:23       |
| 18. | «Ballin' Uncontrollably»                                             |                      | 5:31       |
| 19. | «Celebrity (Remix)» (featuring Lloyd Banks and Akon)                 | Dirk Pate            | 4:14       |
| 20. | «Syllables» (featuring Jay-Z, Dr. Dre, 50 Cent, Stat Quo and Cashis) | Dr. Dre              | 5:10       |
| 21. | «G.O.A.T»                                                            |                      | 3:54       |
| 22. | «It's Been Real (Outro)»                                             |                      | 2:17       |

## Частина 2
У 2011 році користувач Твіттер на ім'я «NotAfraid2Leak» зробив серію витоків. Ці витоки відбувалися протягом кількох місяців і зрештою призвели до повністю невиданого та неофіційного проєкту під назвою Straight From The Vault EP. Відтоді шанувальники заднім числом зібрали всі ці пісні в наступний мікстейп до Straight From The Lab під назвою Straight from the Lab Part 2.
| #   | Назва                                                  | Тривалість |
| --- | ------------------------------------------------------ | ---------- |
| 1.  | «Marshall Powers»                                      | 2:11       |
| 2.  | «Love Drunk»                                           | 3:41       |
| 3.  | «I’m Twisted» (Freestyle)                              | 1:31       |
| 4.  | «Sociopath» (featuring 50 Cent)                        | 3:34       |
| 5.  | «I'm Sorry (Seasons)»                                  | 4:43       |
| 6.  | «Follow Me» (featuring Nate Dogg)                      | 4:25       |
| 7.  | «Key To My Room»                                       | 4:03       |
| 8.  | «Trade Off» (featuring Slaughterhouse)                 | 4:55       |
| 9.  | «Jump Out»                                             | 4:00       |
| 10. | «Ritz»                                                 | 4:29       |
| 11. | «Freak» (featuring Westside Boogie and Anderson .Paak) | 3:37       |
| 12. | «Take It (Freestyle)»                                  | 1:38       |
| 13. | «Antichrist (skit)»                                    | 0:37       |
| 14. | «Antichrist» (2005 version)                            | 3:54       |
| 15. | «Sexual Healing»                                       | 3:26       |
| 16. | «Sexual Healing» (featuring Dr. Dre)                   | 3:32       |
| 17. | «Back and Forth» (aka "Discombobulated '09")           | 3:59       |
| 18. | «Paul (skit)»                                          | 0:33       |
| 19. | «Christopher Reeves»                                   | 3:17       |
| 20. | «My Darling» (2007 version)                            | 6:12       |
| 21. | «Careful What You Wish For» (2006 version)             | 6:06       |
| 22. | «This Is» (Demo version)                               | 4:32       |
| 23. | «Stepping Stone» (Demo version)                        | 5:35       |
| 24. | «Little Engine» (Alternate version)                    | 5:04       |
| 25. | «No Regrets» (Alternate version)                       | 3:01       |
| 26. | «Smack You»                                            | 3:25       |

## Частина 3
12 січня 2025 року в мережі з'явилася серія витоків. Перші 14 невиданих пісень були зібрані в бутлег-альбом під назвою Straight From The Lab, Part 3. У наступні дні з'явилося більше пісень, що спонукало відданих шанувальників розширювати трек-лист, ділитися оновленими версіями та працювати над тим, щоб зірвати будь-які підроблені пісні, створені ШІ. Пісні були розташовані в хронологічному порядку на основі дат їх витоку.
Після витоку інформації співробітники студії Eminem повідомили про інцидент у ФБР приблизно 16 січня 2025 року.  Слідчі виявили, що музика була скопійована із захищених паролем жорстких дисків, які зберігалися в сейфі в студії Емінема у Ферндейлі, штат Мічиган, у період з жовтня 2019 року по січень 2020 року; Співробітники студії отримали зображення зі списком викраденої музики, яка зараз незаконно продається в Інтернеті, і яка, як вони знали, зберігалася на одному з жорстких дисків.   У березні 2025 року федеральна прокуратура звинуватила Джозефа Стренджа, колишнього звукорежисера Емінема, який працював у його студії, коли музику вкрали, у порушенні авторських прав і перевезенні крадених товарів між штатами.   Відповідно до афідевіту ФБР, Стрендж продавав музику онлайн приватним колекціонерам в обмін на криптовалюту, а у 2021 році підписав угоду в рамках вихідної допомоги про те, що він не буде поширювати роботу Емінема в електронному вигляді іншим. 
Поточний список треків: 
- «Антихрист» спочатку був записаний для збірки Curtain Call 2005 року, а пізніше був змінений і випущений в альбомі 2024 року The Death of Slim Shady.
- «Christopher Reeves» був записаний для альбому Encore 2004 року та випущений під назвою «Brand New Dance» із сучасними доповненнями в альбомі 2024 року The Death of Slim Shady.
- «Sexual Healing» — це оригінальна версія «Is This Love ('09)», яка була випущена на збірці Curtain Call 2 2022 року. Сольна версія є частково еталонним треком, записаним для Dr. Dre.
- «Back and Forth», записаний для альбому 2009 року Relapse, був змінений і випущений під назвою «Discombobulated» в альбомі 2020 року Music to Be Murdered By.
- «My Darling» і «Careful What You Wish For» — це попередні версії пісень, які пізніше були випущені на Relapse: Refill.
- «This Is» — це демо пісні «Survival», випущеної в альбомі Емінема 2013 року The Marshall Mathers LP 2.
- «Jump Out» — еталонний трек, написаний і записаний Емінемом у серпні 2006 року для списаного альбому Dr. Dre Detox.
- «Freak» був записаний приблизно у 2017 році та є уривком з альбому саундтреків до комедійно-драматичної стрічки Bodied.
- Спочатку планувалося, що пісня «Smack You» буде включена на Encore, але її не було випущено, щоб поважати бажання Dr. DreDr. Dre знизити ескалацію, як згадувалося в пісні "Like Toy Soldiers ", оскільки пісня містить дис на адресу Suge Knight і Ja Rule у той час, коли напруга між Shady / Aftermath і Murder Inc. була найвищою за весь час.
- «Antichrist (skit)» повторно використано в піснях «Rhyme Or Reason» і «Evil Twin» в обох його альбомі The Marshall Mathers LP 2 2013 року.